# Syngnathus dawsoni
Syngnathus dawsoni — вид морських іглиць. Мешкає в західній Атлантиці біля берегів Американських Віргінських островів. Морська тропічна демерсальна риба.